# Irma Helin
Irma Lovisa Hilda Helin Zibanejad, född Helin 18 juni 1994, är en svensk före detta fotbollsspelare. Hon är gift med ishockeyspelaren Mika Zibanejad.

## Biografi
Helin började vid sex års ålder att spela för Grödinge SK pojkar -94. Denna klubb tillhörde hon fram till högstadiet. För Grödinges flickor födda 89–90 gjorde Irma då nio år gammal debut i Gothia Cup, enligt osäkra källor som yngsta spelare någonsin att delta i 11-mannaturneringen. När hon var 11 år gammal återvände hon med Älvsjö AIK till Göteborg och vann cupen. Hon vann dessutom Gothia Cups tillslagstävling, båda åren denna existerade (bästa resultat 4 000 tillslag).
Inför högstadiet lämnade Helin Grödinge SK för spel med Aspuddens pojkar och flickor. Hon lämnade även Grödinge Innebandy för spel för Huddinge IK Innebandy, ett lag som hon följande år vann i såväl Mitt I-cupen som SM för flickor födda -94.
I Aspuddens fotboll nådde hon flera turneringsvinster i både flick- och pojklaget; största turneringsvinsten var Dana Cup, där Helin, då 13 år gammal, i finalen gjorde båda målen för Aspuddens flickor. Helin hade vid det här laget även utvecklat ett sinne för trix med fotboll. Med sina storlek 35 i skor utmanade hon skolkamrater i bolltrixande utanför planen och upptäckte snabbt att konkurrensen var för bra, så hon återgick till att lägga fokus på traditionellt bollspelande.
Som 14-åring började Helin spela damfotboll för Älvsjö AIK i division 1, samtidigt som hon parallellt började träna med DIF Dam. Hon gjorde även debut i flicklandslaget. På försäsongen samma år fick hon göra en träningsmatch för Djurgården mot Hammarby Dam. Efter bland annat en passning av hennes dåvarande idol Victoria Sandell Svensson gjorde Irma ett av de tre Djurgårdsmålen.
Vid 15 års ålder gjorde Irma som en av de yngsta genom tiderna debut i Damallsvenskan; ett tufft år för DIF Dam som nätt och jämnt klarade det allsvenska kontraktet. Även följande säsong 2011 spelade Irma för DIF Dam. 
Helin var kvar i Djurgården till säsongen 2014/2015 då hon värvades till Piteå IF. Efter en lyckosam säsong, som slutade med en tredjeplats, skrev hon på för ännu ett år. Helin har gjort flera ungdomslandskamper och var ordinarie i det svenska U23-landslaget. I november 2016 meddelades att Helin lämnar Piteå för att börja spela i Linköping FC. I november 2017 meddelade Helin att hon har skrivit på ett kontrakt för Djurgårdens IF och kom därmed tillbaka säsongen 2018/19 till det lag hon tillbringade sina unga år i.
I januari 2020 meddelade Helin att hon avslutar sin karriär.
Sedan början av 2020 är Helin expertkommentator i TV för Discovery+. Den 29 april 2025 meddelade Expressen att Helin är en del av deras nya sportsatsning, i egenskap av krönikör.

## Meriter
- Svensk mästare 2017